# Jelizaveta Sjabanova
Jelizaveta Sergejevna Sjabanova (Russisch: Елизавета Сергеевна Шабанова) (Wolgograd, 7 december 1997) is een Russisch basketbalspeelster die uitkomt voor het nationale team van Rusland. Ze is Meester in de sport van Rusland.

## Carrière
In 2017 ging Sjabanova spelen voor Inventa Koersk. In 2019 stapte ze over naar Dinamo Koersk. Met Dinamo won ze het Landskampioenschap van Rusland in 2022.
Met Rusland speelde Sjabanova op het kwalificatie toernooi voor het Europees kampioenschap in 2021. Met Rusland speelde Sjabanova op het Europees Kampioenschap in 2021.

## Erelijst
- Landskampioen Rusland: 1
  - Winnaar: 2022
  - Tweede: 2020, 2021
- Bekerwinnaar Rusland: 1
  - Winnaar: 2020
  - Runner-up: 2021